# Костёл Пресвятой Девы Марии (Тракай)

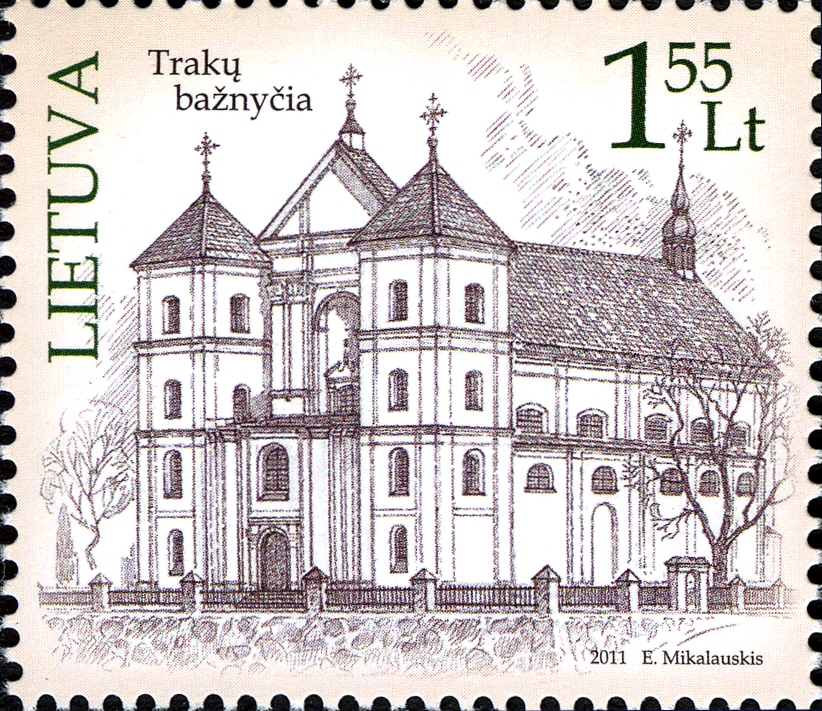
Почтовая марка Литвы (2011)

Костёл Пресвятой Девы Марии (лит. Trakų Švč. Mergelės Marijos Apsilankymo bazilika) — римско-католическая церковь в городе Тракай (Литва). Памятник архитектуры готики и «сарматского» барокко. В церкви хранится икона Божией Матери Трокской.

## История
Церковь была основана Витовтом Великим в 1409 году. В 1655 году храм значительно пострадал. В 1700 году была достроена часовня Рёмеров, владевших поместьями в окрестностях Тракая. В 1718 году здание было повторно освящено после реконструкции в стиле сарматского барокко. В 2017 году храм получил статус малой базилики.

## Архитектура

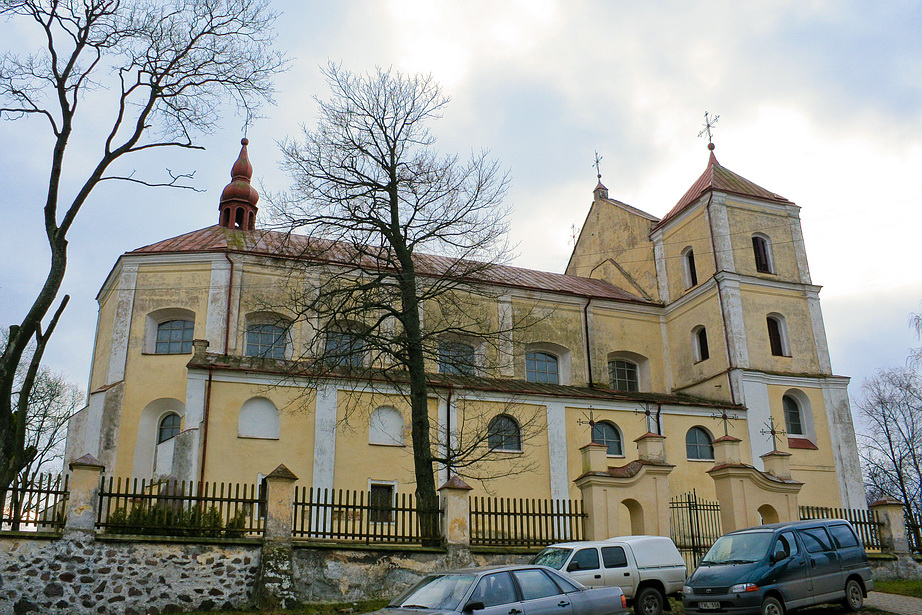
Боковой фасад церкви

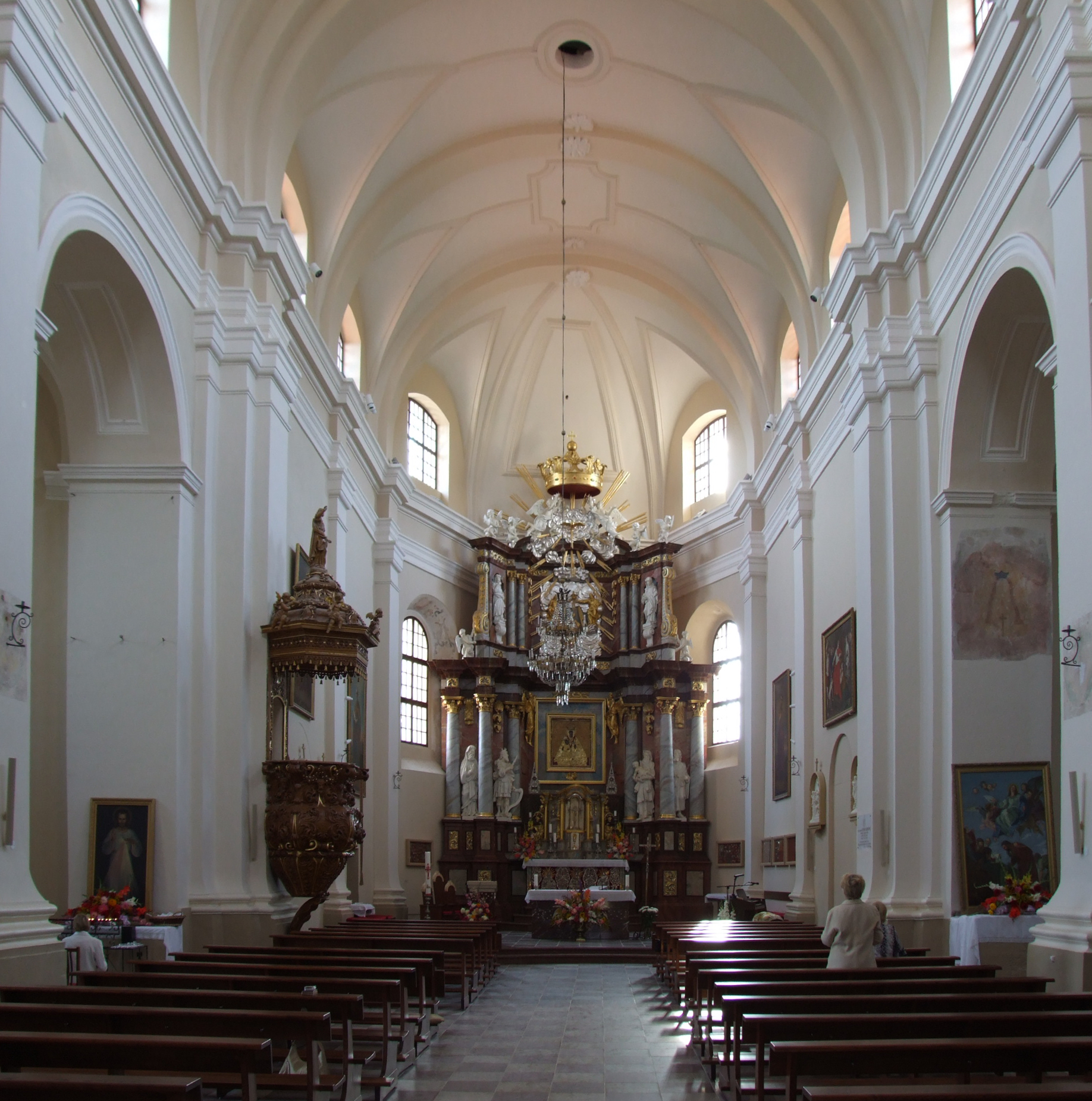
Интерьер церкви

Одна из самых ранних католических церквей Великого княжества Литовского, тракайская церковь имеет черты строительного примитивизма: план основного объёма и апсиды сильно перекошены.
Церковь имеет простую трехнефную зальную структуру основного помещения, пятигранную апсиду пресвитерия и небольшую ризницу с правой стороны апсиды. Четырёхгранные башни на главном фасаде более поздней пристройки. Архитектура здания сходна с церквями в Кедайняй и Меркине.

## Часовня Ромеров

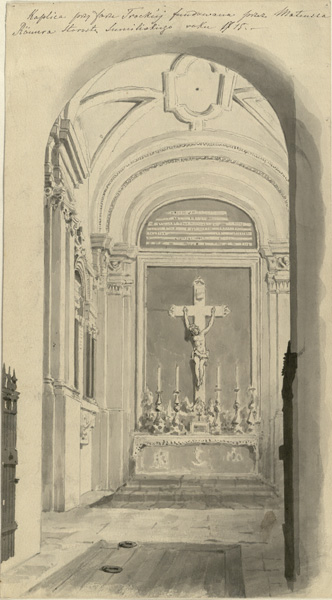
Часовня Ромера. А. Ромер

Часовня выполнена в стиле классицизма. Стены разделены парными пилястрами, их капители имеют украшения в виде гроздьев винограда. В середине XIX века часовня была отремонтирована Казимиром Ельским (1782—1867), профессором скульптуры Виленского университета. Алтарь часовни выполнен в строгих формах, с распятием середины XVIII века. В подвале часовни установлены надгробия Михала (1778—1853), президента Вильнюса, и его жены Рахели де Рейес (1783—1855), украшенные скульптурными изображениями умерших и аллегорическими композициями. О других похороненных здесь членах семьи Ромер, включая художников Эдуарда Яна (1806—1878) и его сына Альфреда Исидора (1832—1897), напоминают мемориальные доски, встроенные в стены часовни.